# Curtiss C-46 Commando
Curtiss C-46 Commando là một loại máy bay vận tải được phát triển từ thiết kế máy bay chở khách thương mại. Nó được dùng làm máy bay vận tải quân sự trong Chiến tranh thế giới II, trang bị cho Không quân Lục quân Hoa Kỳ cũng như Hải quân Hoa Kỳ/Thủy quân Lục chiến Hoa Kỳ dưới định danh R5C.

## Biến thể

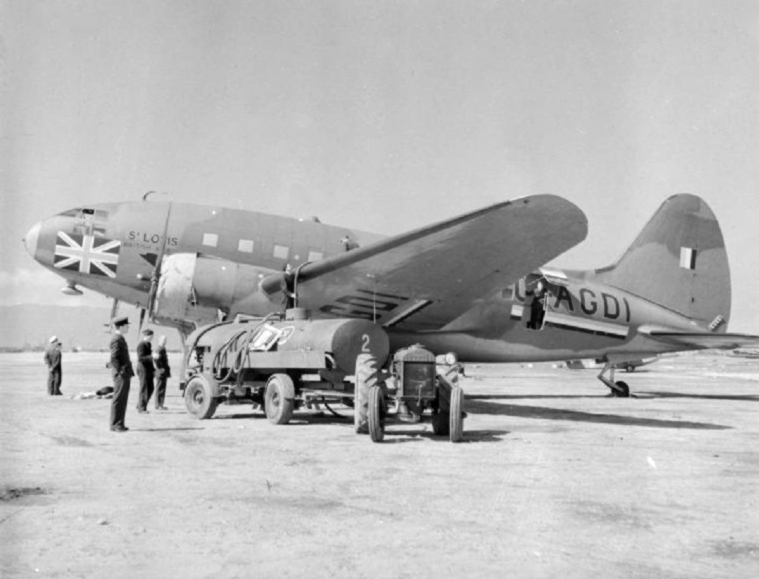
"St. Louis", CW-20A của BOAC tại Gibraltar, 1941–42.

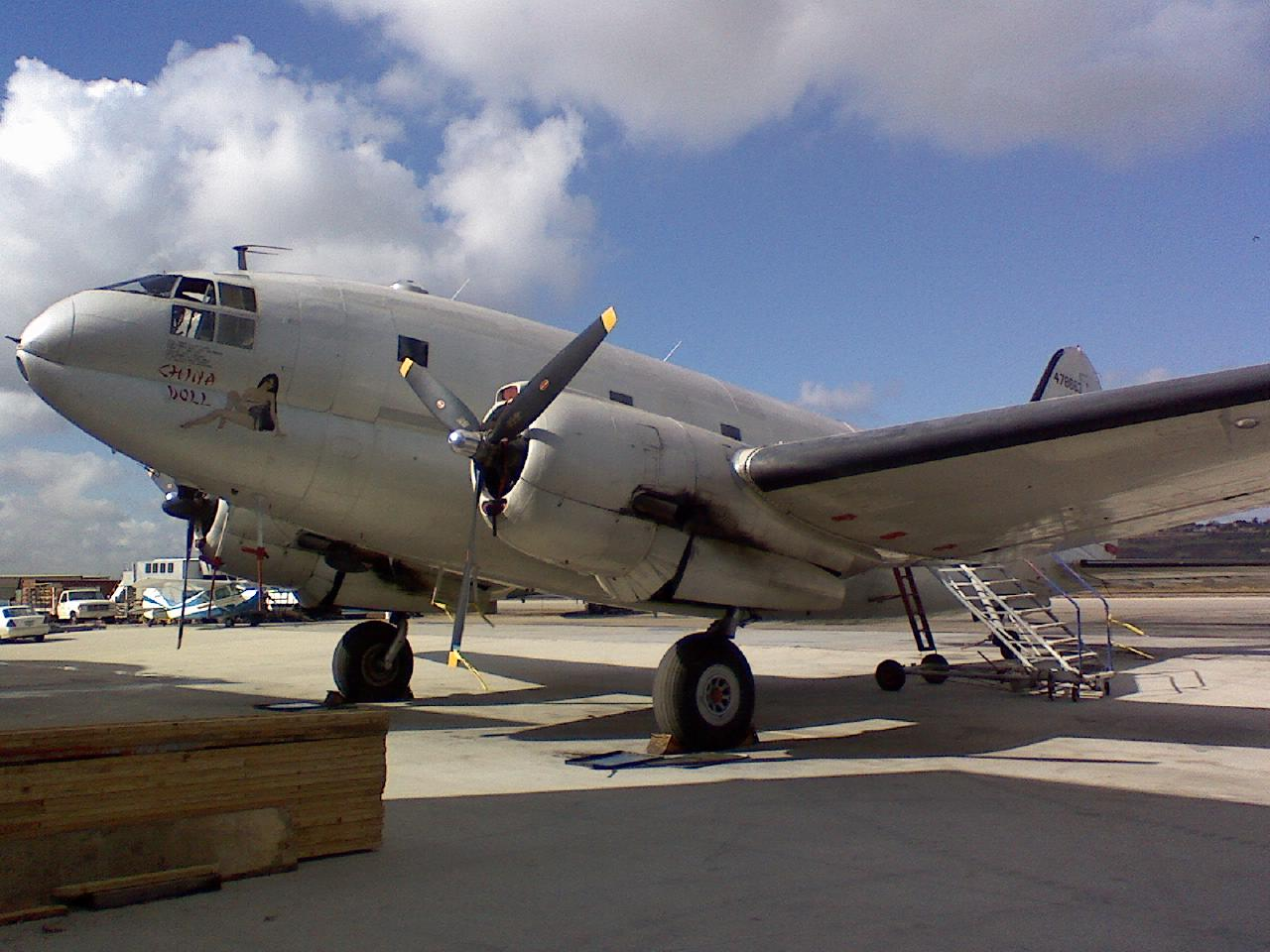
C-46F "China Doll", Bảo tàng Sân bay Camarillo

CW-20
CW-20T
CW-20A
CW-20B
CW-20B-1
CW-20B-2
CW-20B-3
CW-20B-4
CW-20B-5
CW-20E
CW-20G
CW-20H
C-55
C-46 Commando
C-46A Commando
CX-46B Commando
XC-46C Commando
C-46D Commando
C-46E Commando
C-46F Commando
C-46G Commando
C-46H
C-46J
AC-46K Commando
XC-46K
XC-46L
XC-113
R5C-1

## Quốc gia sử dụng

### Quân sự
Bolivia
- Không quân Bolivia

 Brasil
- Không quân Brazil

 Đài Loan
- Không quân Cộng hòa Trung Hoa

 Trung Quốc

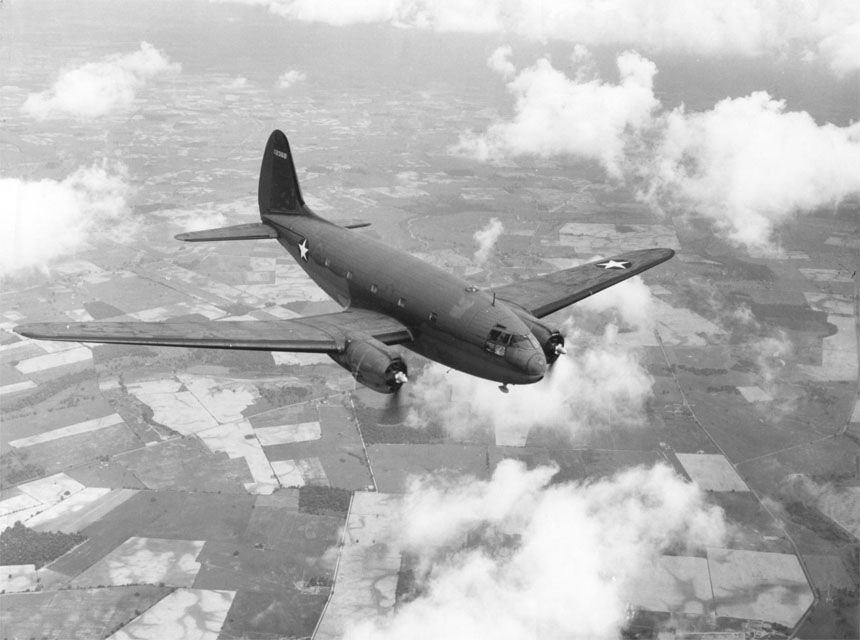
Curtiss C-46 "Commando"

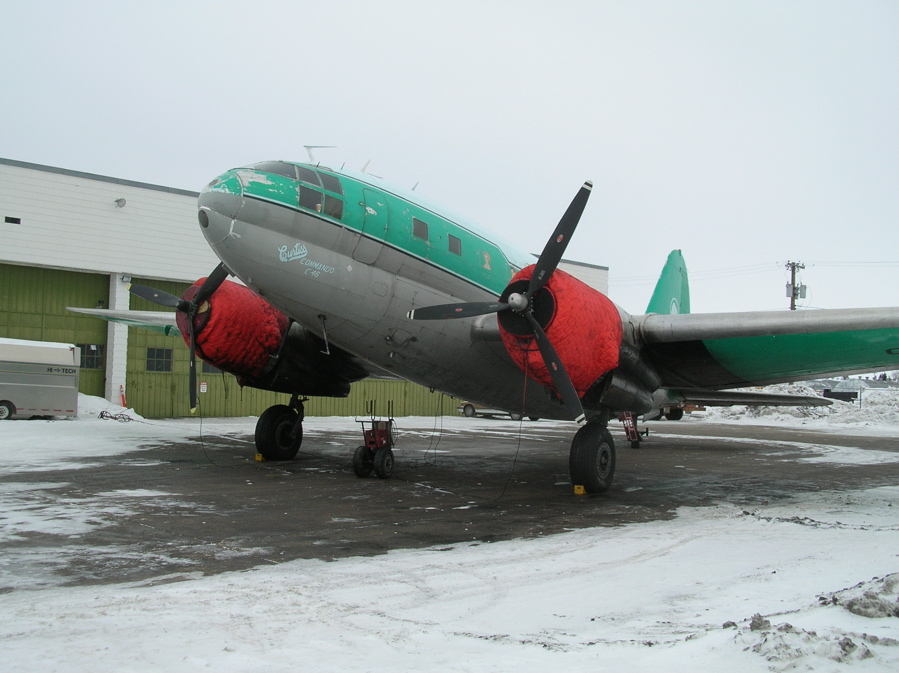
"Buffalo Joe" C-46 của Buffalo Airways ở Bắc Canada, 2005

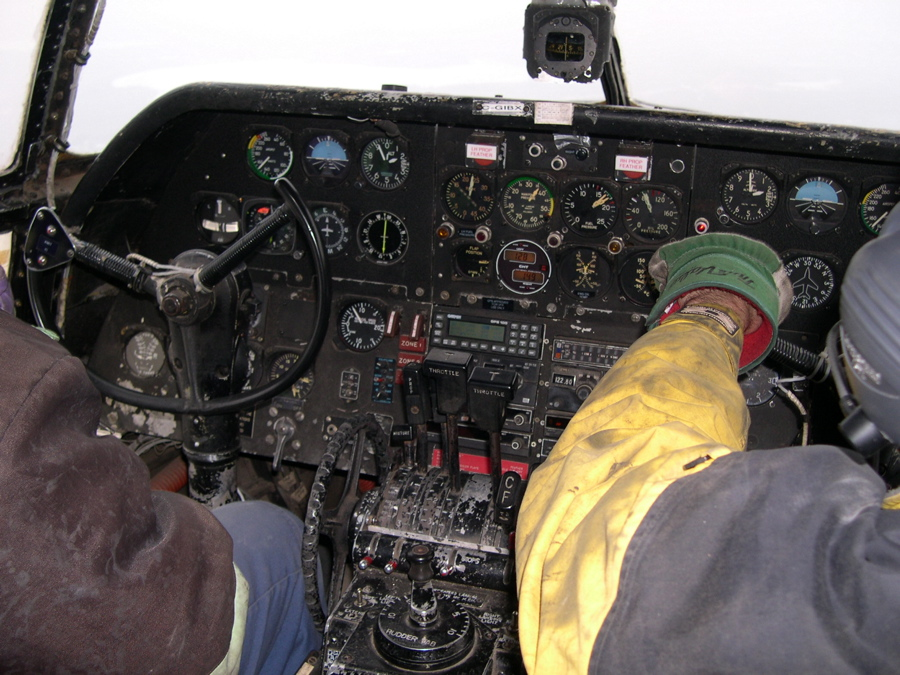
Buồng lái của C-46, 2006

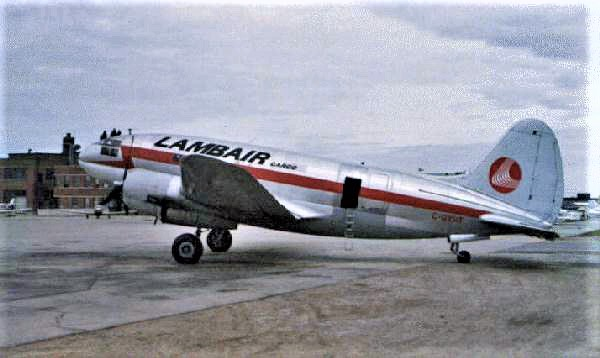
C-46 của Lamb Air.

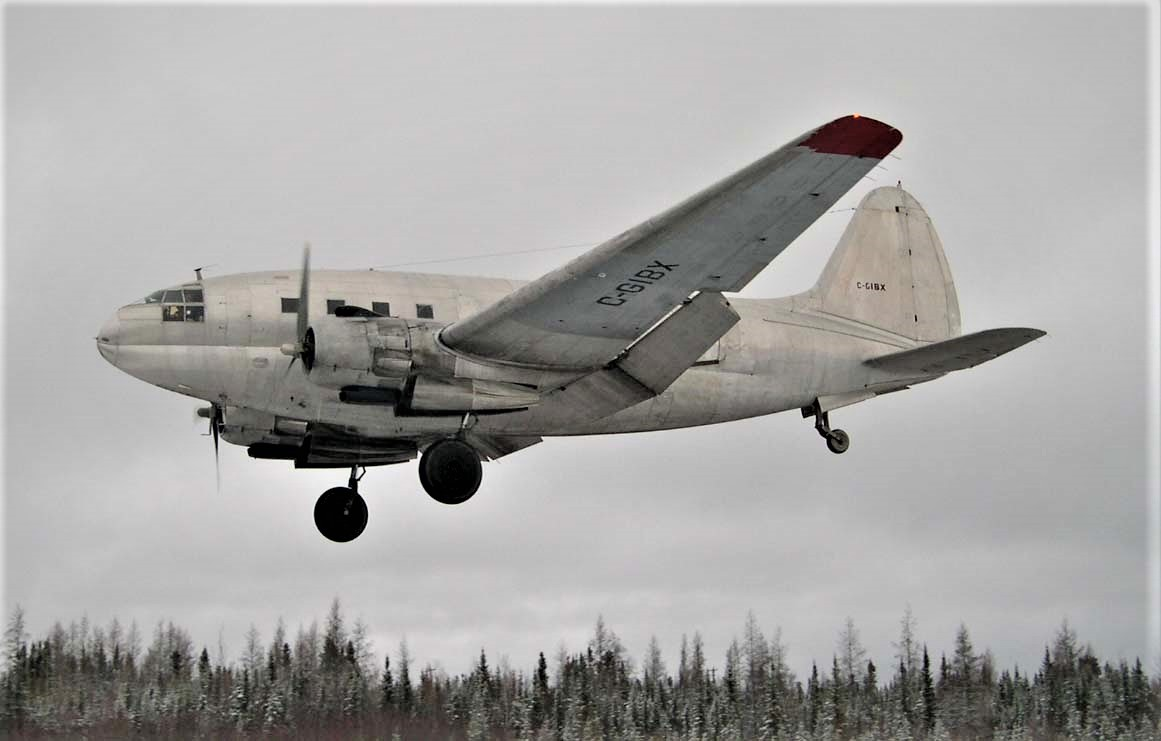
C-46 C-GIBX của First Nations Transportation, 2006

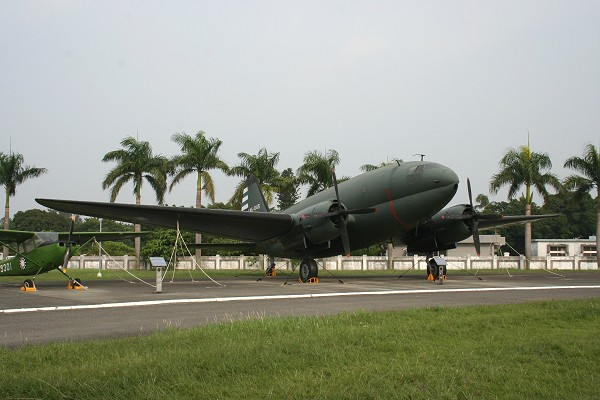
C-46 của Không quân Cộng hòa Trung Hoa

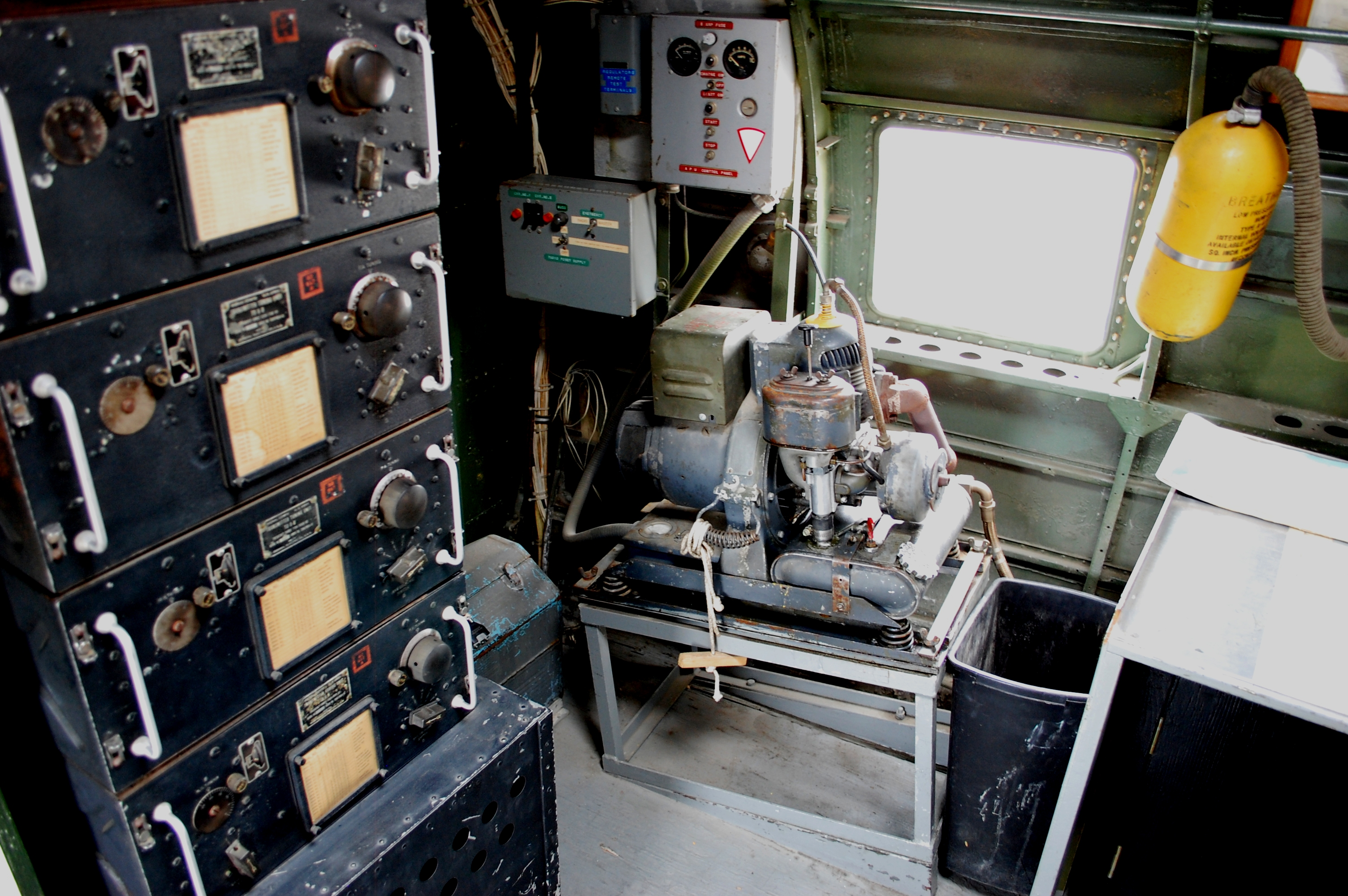
Một tủ APU của China Doll

- Không quân Quân giải phóng Nhân dân

 Colombia
- Không quân Colombia

 Cuba
 Cộng hòa Dominica
 Ai Cập
 Haiti
- Không quân Haiti

 Israel
- Không quân Israel

 Nhật Bản
- Lực lượng Phòng vệ trên không Nhật Bản

 Hàn Quốc
- Không quân Nam Triều Tiên

 México
 Perú
 Liên Xô
- Không quân Xô viết

 Hoa Kỳ
- Không quân Lục quân Hoa Kỳ
- Không quân Hoa Kỳ
- Thủy quân Lục chiến Hoa Kỳ
- Hải quân Hoa Kỳ

### Dân sự
Argentina
- Aeroplan
- Aerotransportes Litoral Argentino (ALA)
- Austral Lineas Aereas

 Brasil
- Aero Geral
- Aeronorte
- Aerovias Brasil
- Companhia Itaú de Transportes Aéreos
- Linha Aérea Transcontinental Brasileira
- Linhas Aéreas Paulistas – LAP
- Lóide Aéreo Nacional
- NAB – Navegação Aérea Brasileira
- Paraense Transportes Aéreos
- Real Transportes Aéreos
- Sadia
- TABA
- TAS – Transportes Aéreos Salvador
- Transportes Aéreos Nacional
- Transportes Aéreos Universal
- Varig

 Canada
- Air Manitoba
- Buffalo Airways
- Lambair
- First Nations Transportation
- Pacific Western Airlines

 Colombia
- Aerocondor
- Aeropesca
- Arca
- Avianca

 Costa Rica
- LACSA (Líneas Aéreas Costarricenses S.A. / Costa Rica)

 Honduras
- Sahsa

 Haiti
- Air Haiti

 Ireland
- Irish International Airlines (Seaboard & Western Airlines)

 Kenya
- Relief Air Transport

 Nicaragua
- LANICA (Líneas Aéreas de Nicaragua S.A./ Nicaragua)

 Paraguay
- Paraguayan Airways Service/Servicios Aéreos del Paraguay (PAS)
- Lloyd Aéreo Paraguayo S.A. (LAPSA)
- Aerocarga Asociados (ACA)
- International Products Corporation (IPC Servicio Aéreo)

 Taiwan
- Civil Air Transport

 Anh Quốc
- British Overseas Airways Corporation (CW-20)

 United States
- Alaska Airlines
- Capitol Air (Capitol International Airways)
- Civil Air Transport (sau là Air America)
- Delta Air Lines
- Everts Air Cargo
- Resort Airlines
- Riddle Airlines

 Uruguay
- ARCO Aerolíneas Colonia S.A.
- Compañía Aeronáutica Uruguaya S.A. (CAUSA)

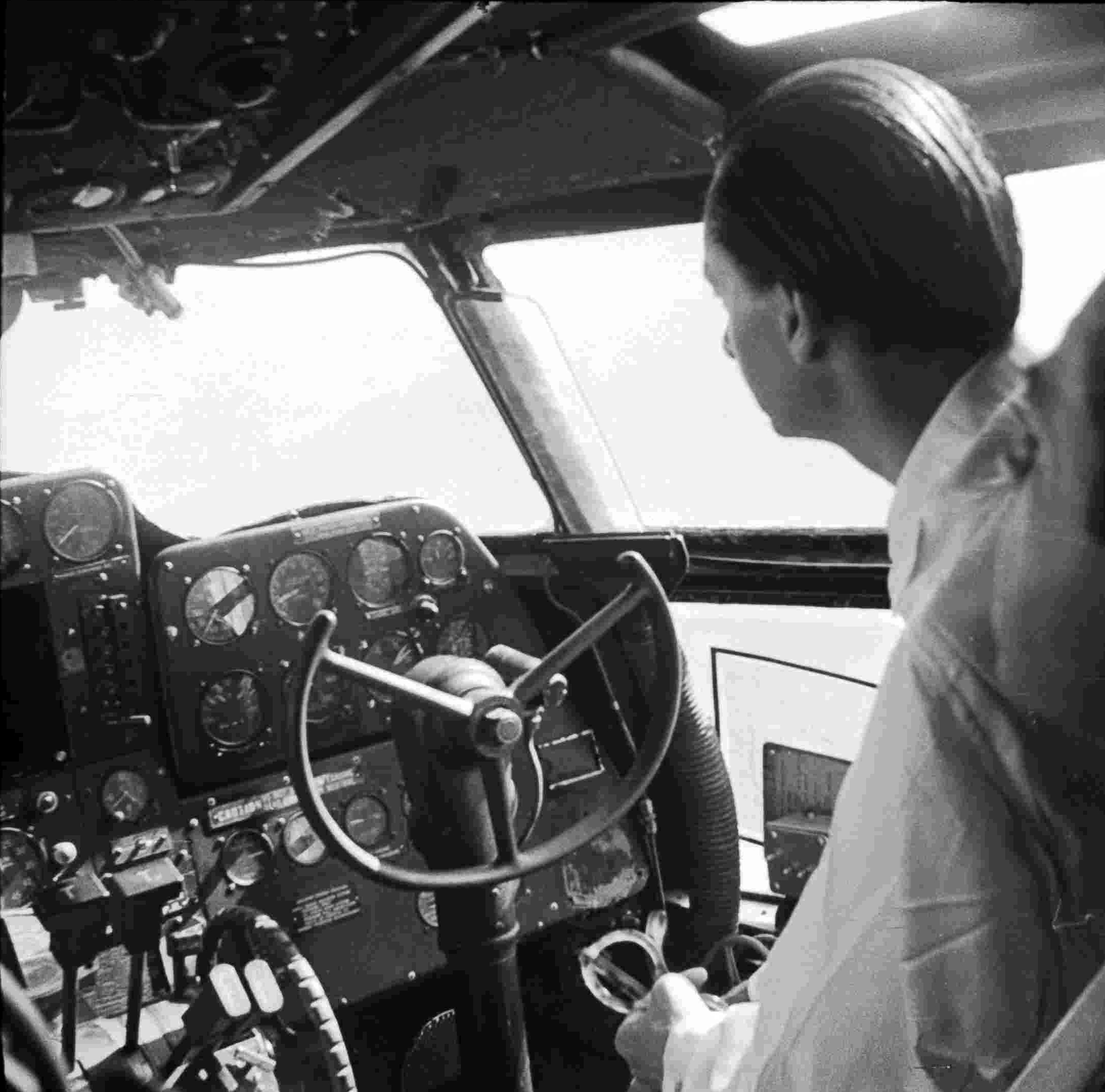
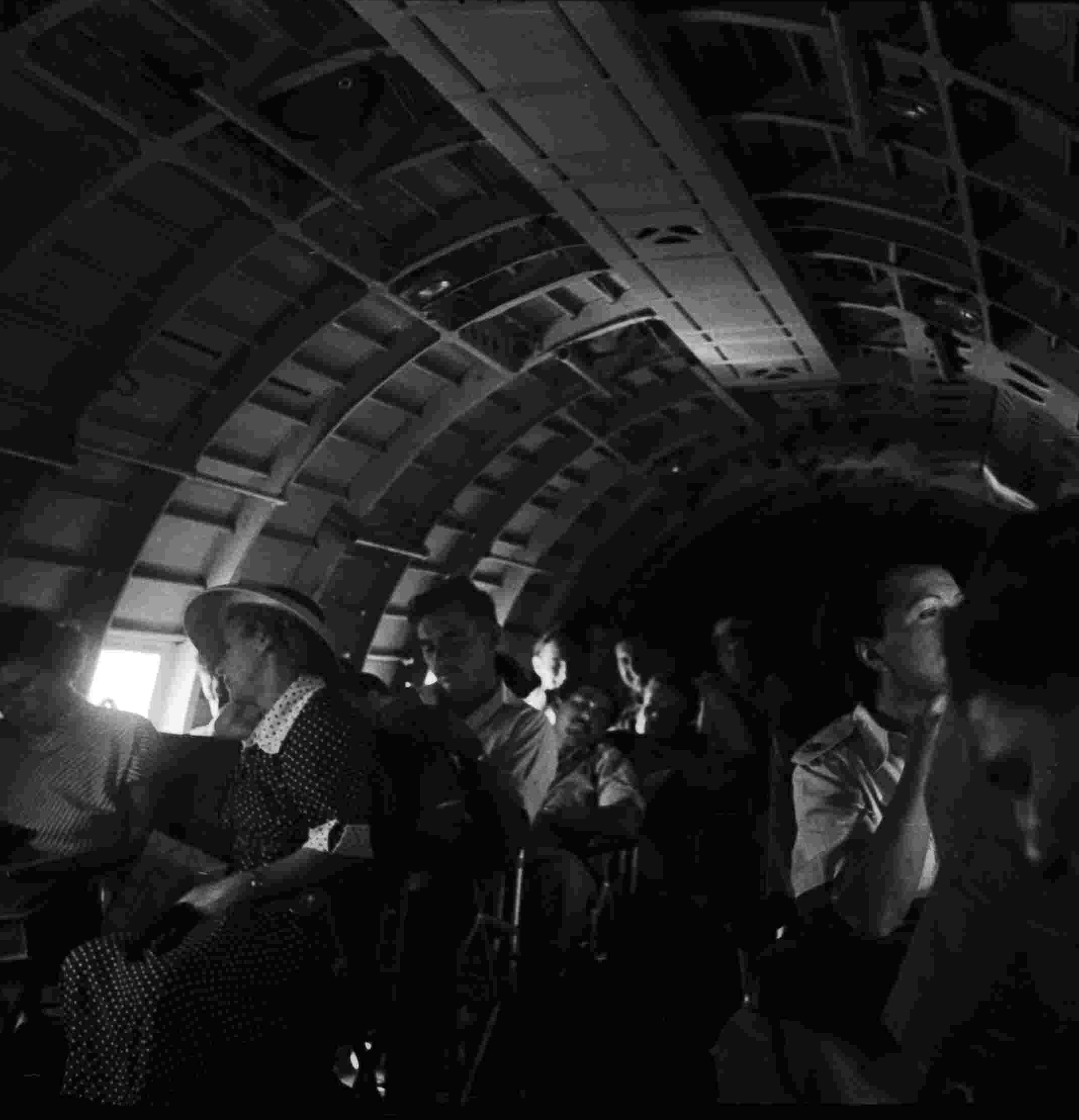
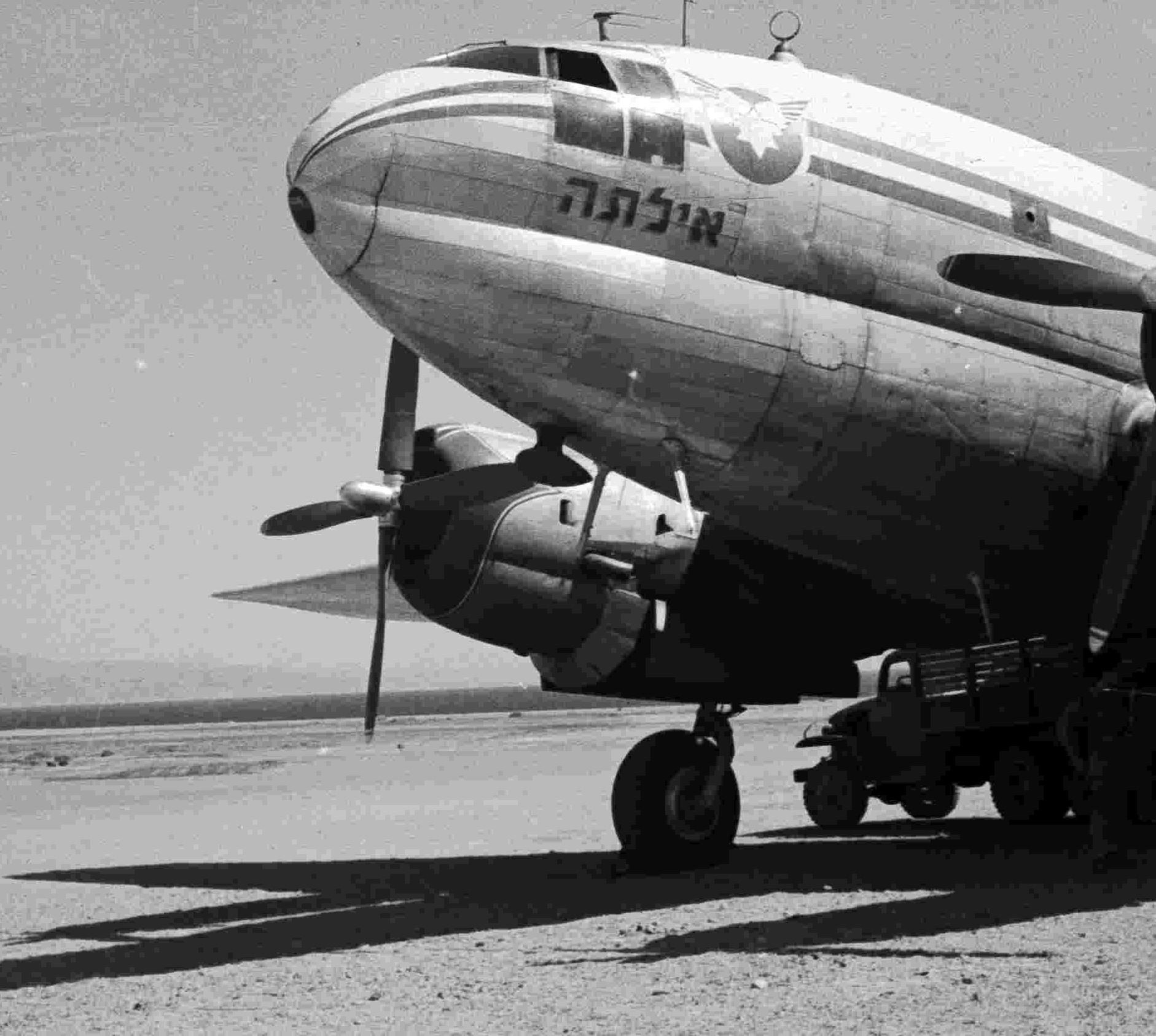
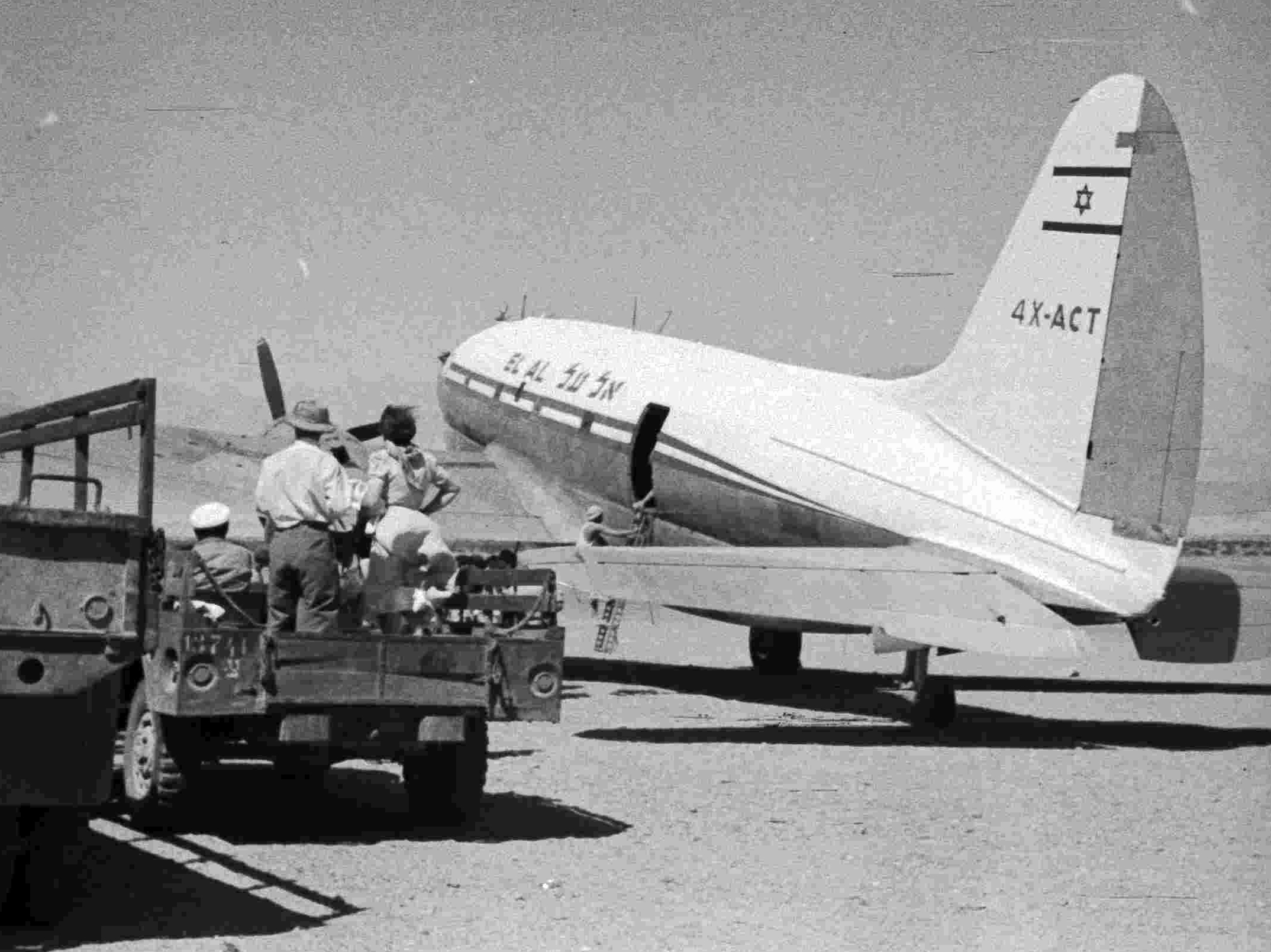

 Venezuela
- Linea Aeropostal Venezolana

## Tính năng kỹ chiến thuật (C-46)
Đặc điểm tổng quát
- Kíp lái: 4
- Sức chứa: 62 hành khách
- Chiều dài: 76 ft 4 in (23,27 m)
- Sải cánh: 108 ft 1 in (32,9 m)
- Chiều cao: 21 ft 9 in (6,63 m)
- Diện tích cánh: 1.360 ft² (126,8 m²)
- Trọng lượng rỗng: 32.400 lb (14.700 kg)
- Trọng lượng cất cánh tối đa: 48.000 lb (22.000 kg)
- Động cơ: 2 × Pratt & Whitney R-2800-51, 2.000 hp (1.500 kW)  mỗi chiếc

 Hiệu suất bay 
- Vận tốc cực đại: 269 mph (234 knot, 433 km/h)
- Vận tốc hành trình: 173 mph (278 km/h)
- Tầm bay: 2.950 mi (2.560 nm, 4.750 km)
- Trần bay: 27.600 ft (8.410 m)
- Vận tốc lên cao: 1.300 ft/phút (6,6 m/s)
- Tải trên cánh cực đại: 35 lb/ft² (170 kg/m²)
- Công suất/khối lượng nhỏ nhất: 0,083 hp/lb (140 W/kg)